# Вулиці Черкас
Станом на 2025 рік у місті нараховується 495 вуличних урбанонімів, з них 245 безпосередньо вулиць, 1 бульвар, 2 проспекти, 4 алеї, 16 узвозів, 9 площ, 34 проїзда, 184 провулків. 2016 року у процесі декомунізації міським головою було перейменовано спочатку 6 топонімів (14 січня), потім 4 (27 січня), згодом 62 топоніми (22 лютого). 28 квітня того ж року головою облдержадміністрації було додатково перейменовано 14 топонімів, а 18 травня ще 6 урбанонімів, тим самим закінчивши процес декомунізації в місті. 14 лютого 2018 року міський голова своїм рішенням перейменував ще 5 урбанонімів, назвавши їх на честь загиблих у війні на сході України земляків. У грудні 2022 кількома рішеннями депутати Черкаської міської ради затвердили перелік перейменувань ще 106 топонімів міста.
Список складений станом на 2025 рік.

## Цифрові
| Сучасна назва    | Колишні назви | Посилання на акт |
| ---------------- | ------------- | ---------------- |
| Вулиця 14 грудня | Крайня        |                  |

## А
| Сучасна назва                    | Колишні назва           | Примітки                                                                                           | Посилання на акт                                        |
| -------------------------------- | ----------------------- | -------------------------------------------------------------------------------------------------- | ------------------------------------------------------- |
| Вулиця Абрикосова                |                         | |                                                         |
| Вулиця Авіаторів Касяненків      | Братів Савченків        | | Рішення Черкаської міської ради від 22.12.2022 №34-38   |
| Вулиця Автомобілістів            |                         | |                                                         |
| Вулиця Агатангела Кримського     | провулок Атамановського | |                                                         |
| Вулиця Айвазовського             |                         | |                                                         |
| Вулиця Академіка Корольова       |                         | |                                                         |
| Вулиця Академіка Підоплічка      | вулиця №29              | |                                                         |
| Вулиця Академіка Сергія Єфремова |                         | |                                                         |
| Вулиця Анатолія Лупиноса         | Радянська               | | Розпорядженням міського голови від 27.01.2016 №29-р     |
| Вулиця Андрія Мельника           | Мельника                | |                                                         |
| Вулиця Андрія Терещенка          | провулок Чкалова        | | Рішення Черкаської міської ради від 14.02.2018 № 2-2912 |
| Вулиця Андрія Туренка            | провулок Декабристів    | | Рішення Черкаської міської ради від 22.22.2012 № 34-41  |
| Вулиця Антона Моспана            | вулиця №23              | Від вулиці Автомобілістів (у південно-західному напрямку) між вулицями Олени Теліги до Смілянської | Рішення Черкаської міської ради від 09.06.2022 №25-13   |
| Вулиця Архітектора Городецького  |                         | |                                                         |
| Вулиця Атамановського            |                         | |                                                         |

## Б
| Сучасна назва                | Колишні назви     | Примітки                                 | Посилання на акт                                     |
| ---------------------------- | ----------------- | ---------------------------------------- | ---------------------------------------------------- |
| Вулиця Байди Вишневецького   | Свердлова         |                                          |                                                      |
| Вулиця Берегова              |                   | Частково пролягає в селі Червона Слобода |                                                      |
| Вулиця Бидгощська            | Зелена            |                                          |                                                      |
| Вулиця Бігуча                | Кузнєцова         |                                          | Розпорядженням міського голови від 22.02.2016 № 29-р |
| Вулиця Благовісна            | Жовтнева          |                                          |                                                      |
| Вулиця Богдана Хмельницького |                   |                                          |                                                      |
| Вулиця Братів Чучупаків      | провулок Тельмана |                                          | Розпорядженням міського голови від 22.02.2016 № 29-р |
| Вулиця Будіндустрії          | вулиця №18        |                                          |                                                      |

## В
| Сучасна назва                 | Колишні назви      | Примітки                                       | Посилання на акт                                       |
| ----------------------------- | ------------------ | ---------------------------------------------- | ------------------------------------------------------ |
| Вулиця Валерія Лобановського  | Субботіна          |                                                | Рішення Черкаської міської ради від 22.12.2022 № 34-37 |
| Вулиця Василицька             |                    |                                                |                                                        |
| Вулиця Василя Стуса           | Крилова            |                                                | Рішення Черкаської міської ради від 22.12.2022 № 34-39 |
| Вулиця Вернигори              | 1-а Під’їзна       |                                                |                                                        |
| Вулиця Весела                 |                    |                                                |                                                        |
| Вулиця Верхня Горова          | Фрунзе             |                                                | Розпорядженням міського голови від 22.02.2016 № 29-р   |
| Вулиця Вишнева                |                    |                                                |                                                        |
| Вулиця Вікентія Хвойки        | Карбишева          |                                                | Рішення Черкаської міської ради від 22.12.2022 №34-39  |
| Вулиця Віталія Вергая         | Маршала Батицького |                                                | Розпорядження голови Черкаської ОДА 18.05.2016 № 245   |
| Вулиця Володимира Великого    | Гагаріна (частина) | від узвозу Старособорного до вулиці Припортова |                                                        |
| Вулиця Володимира Івасюка     | Бориса Захарченка  |                                                | Рішення Черкаської міської ради від 22.12.2022 №34-38  |
| Вулиця Володимира Ложешнікова | Крупської          |                                                | Розпорядженням міського голови від 22.02.2016 № 29-р   |
| Вулиця Володимира Мономаха    | Короленка          |                                                |                                                        |
| Вулиця Волонтерська           | Яцика              |                                                | Рішення Черкаської міської ради від 22.12.2022 №34-43  |
| Вулиця В'ячеслава Галви       | Руднєва            |                                                | Розпорядженням міського голови від 22.02.2016 № 29-р   |
| Вулиця В’ячеслава Липинського | Галини Буркацької  |                                                |                                                        |
| Вулиця В'ячеслава Чорновола   | Енгельса           |                                                |                                                        |

## Г
| Сучасна назва                | Колишні назви             | Примітки                                                         | Посилання на акт                                                |
| ---------------------------- | ------------------------- | ---------------------------------------------------------------- | --------------------------------------------------------------- |
| Вулиця Генерала Момота       | Луначарського             |                                                                  | Розпорядженням міського голови від 27.01.2016 №10-р             |
| Вулиця Генерала Степаненка   |                           | від перетину вулиць Віталія Вергая і Олени Теліги до Смілянської |                                                                 |
| Вулиця Геннадія Немцова      | вулиця №25                |                                                                  | Рішення Черкаської міської ради від 22.12.2022 №34-40           |
| Вулиця Героїв Дніпра         |                           |                                                                  |                                                                 |
| Вулиця Героїв Майдану        | Гайдара                   |                                                                  | Розпорядженням міського голови від 22.02.2016 № 29-р            |
| Вулиця Героїв Поліції        | Балакірева                |                                                                  | Рішення Черкаської міської ради від 22.12.2022 №34-40           |
| Вулиця Героїв Холодного Яру  | Першотравнева             | Частково пролягає в селі Червона Слобода                         | Розпорядження обласної державної адміністрації 18.05.2016 № 245 |
| Вулиця Героїв Чорнобиля      | Пролетарська              |                                                                  | Розпорядження обласної державної адміністрації 28.04.2016 № 195 |
| Вулиця Геронимівська         | Василицька                |                                                                  |                                                                 |
| Вулиця Гетьмана Косинського  | Дахнівська                |                                                                  |                                                                 |
| Вулиця Гетьмана Сагайдачного | Ватутіна                  |                                                                  | Розпорядженням міського голови від 22.02.2016 № 29-р            |
| Вулиця Глібова               |                           |                                                                  |                                                                 |
| Вулиця Гоголя                |                           |                                                                  |                                                                 |
| Вулиця Горіхова              | Маршала Рокосовського     |                                                                  | Розпорядженням міського голови від 22.02.2016 № 29-р            |
| Вулиця Грабарська            | вулиця № 21               |                                                                  | Рішення Черкаської міської ради від 22.12.2022 №34-40           |
| Вулиця Грибна                |                           |                                                                  |                                                                 |
| Вулиця Григорія Сковороди    |                           |                                                                  |                                                                 |
| Вулиця Грузиненка            | Жданова                   |                                                                  |                                                                 |
| Вулиця Гуржіївська           | Рози Люксембург (частина) |                                                                  | Розпорядження обласної державної адміністрації 28.04.2016 № 195 |

## Д
| Сучасна назва                   | Колишні назви    | Посилання на акт                                     |
| ------------------------------- | ---------------- | ---------------------------------------------------- |
| Вулиця Дахнівська               | ХХІІ Партз’їзду  |                                                      |
| Вулиця Дахнівська Січ           | Ворошилова       | Розпорядженням міського голови від 22.02.2016 № 29-р |
| Вулиця Джохара Дудаєва          | Глінки           |                                                      |
| Вулиця Десантників              |                  |                                                      |
| Вулиця Дмитра Сангушка          | вулиця №14       |                                                      |
| Вулиця Добровольчих батальйонів | Червоноармійська | Розпорядженням міського голови від 22.02.2016 № 29-р |

## Є
| Сучасна назва            | Колишні назви        | Посилання на акт                                                |
| ------------------------ | -------------------- | --------------------------------------------------------------- |
| Вулиця Євгена Коновальця | Генерала Рибалка     | Рішення Черкаської міської ради від 22.12.2022 №34-44           |
| Вулиця Євгена Кухарця    | Маршала Красовського | Розпорядження обласної державної адміністрації 18.05.2016 № 245 |
| Вулиця Євгена Чикаленка  | провулок Праці       | Рішення Черкаської міської ради від 22.12.2018 № 34-42          |

## З
| Сучасна назва               | Колишні назви         | Примітки                                         | Посилання на акт                                      |
| --------------------------- | --------------------- | ------------------------------------------------ | ----------------------------------------------------- |
| Вулиця Зарічна              | Соснова               |                                                  |                                                       |
| Вулиця Затишна              | Маршала Василевського |                                                  | Розпорядження міського голови від 22.02.2016 № 29-р   |
| Вулиця Захисників Азовсталі | Сержанта Смірнова     |                                                  |                                                       |
| Вулиця Захисників України   | Волкова               |                                                  |                                                       |
| Вулиця Землевпорядна        |                       |                                                  |                                                       |
| Вулиця Зінченка             |                       |                                                  |                                                       |
| Вулиця Змагайлівська        | Комунарів             | Проходить через рештки колишнього с. Змагайлівка | Розпорядження міського голови від 22.02.2016 № 29-р   |
| Вулиця Золотоніська         | Чайковського          |                                                  |                                                       |
| Вулиця Зоологічна           | вулиця № 24           |                                                  | Рішення Черкаської міської ради від 09.06.2022 №25-15 |
| Вулиця Зоряна               |                       |                                                  |                                                       |

## І
| Сучасна назва               | Колишні назви        | Посилання на акт                                                |
| --------------------------- | -------------------- | --------------------------------------------------------------- |
| Вулиця Івана Виговського    | Зелінського          | Рішення Черкаської міської ради від 22.12.2022 № 34-41          |
| Вулиця Івана Гонти          | провулок Котовського | Розпорядження обласної державної адміністрації 28.04.2016 № 195 |
| Вулиця Івана Кожедуба       | Генерала Путейка     | Рішення Черкаської міської ради від 22.12.2022 №34-44           |
| Вулиця Івана Котляревського |                      |                                                                 |
| Вулиця Івана Кулика         |                      |                                                                 |
| Вулиця Івана Мазепи         | Чайковського         | Рішення Черкаської міської ради від 22.12.2022 № 34-43          |
| Вулиця Івана Підкови        | Стасова              | Рішення Черкаської міської ради від 22.12.2022 № 34-37          |
| Вулиця Івана Пулюя          | вулиця №28           |                                                                 |
| Вулиця Івана Франка         | Руськополянська      |                                                                 |
| Вулиця Ігоря Бойка          | Чичеріна             | Розпорядженням міського голови від 22.02.2016 № 29-р            |
| Вулиця Ігоря Турчина        | Романа               | Рішення Черкаської міської ради від 22.12.2022 №34-37           |

## К
| Сучасна назва                                               | Колишні назви                                  | Примітки                                                 | Посилання на акт                                                |
| ----------------------------------------------------------- | ---------------------------------------------- | -------------------------------------------------------- | --------------------------------------------------------------- |
| Вулиця Кавказька                                            | Дзержинського                                  |                                                          |                                                                 |
| Вулиця Казбетська                                           | Красіна                                        | Для збереження унікального черкаського топоніму – Казбет | Розпорядження міського голови від 22.02.2016 № 29-р             |
| Вулиця Калинова                                             |                                                |                                                          |                                                                 |
| Вулиця Канівська                                            | Мошенська                                      |                                                          |                                                                 |
| Вулиця Капітана Пилипенка                                   |                                                |                                                          |                                                                 |
| Вулиця Капітана Подолянчука/Старшого лейтенанта Подолянчука | Нижня Комсомольська                            |                                                          | Розпорядженням міського голови від 25.02.2016 № 33-р            |
| Вулиця Кароля Шимановського                                 | вулиця №20                                     |                                                          |                                                                 |
| Вулиця Квіткова                                             |                                                |                                                          |                                                                 |
| Вулиця Кирила Розумовського                                 | вулиця №16                                     |                                                          |                                                                 |
| Вулиця Кібенка                                              | 2-й Соснівський провулок, Соснівський провулок |                                                          |                                                                 |
| Вулиця Князя Ольгерда                                       | Гагаріна (частина)                             | Від парку Сосновий бір до узвозу Старособорного          |                                                                 |
| Вулиця Кобзарська                                           | Вербовецького                                  |                                                          | Розпорядженням міського голови від 22.02.2016 № 29-р            |
| Вулиця Козацька                                             |                                                |                                                          |                                                                 |
| Вулиця Композитора Миколи Лисенка                           |                                                |                                                          |                                                                 |
| Вулиця Костянтина Мірошниченка                              | Лазарєва                                       |                                                          |                                                                 |
| Вулиця Кооперативна                                         | Залізничний провулок                           |                                                          |                                                                 |
| Вулиця Короля Данила                                        | вулиця 38-ї Армії                              |                                                          |                                                                 |
| Вулиця Косинська корчма                                     | провулок Красіна                               |                                                          | Розпорядження міського голови від 22.02.2016 № 29-р             |
| Вулиця Коцюбинського                                        |                                                |                                                          |                                                                 |
| Вулиця Кривалівська                                         | Паризької Комуни                               |                                                          | Розпорядження обласної державної адміністрації 28.04.2016 № 195 |
| Вулиця Курортна                                             |                                                |                                                          |                                                                 |

## Л
| Сучасна назва            | Колишні назви | Примітки | Посилання на акт                                     |
| ------------------------ | ------------- | --- | ---------------------------------------------------- |
| Вулиця Лейтенанта Мукана | Сурікова      | |                                                      |
| Вулиця Лесі Українки     |               | |                                                      |
| Вулиця Липова            |               | |                                                      |
| Вулиця Лісництва         |               | |                                                      |
| Вулиця Лісницька         | Нестеренка    | Вулиця починається від вулиці Канівської і простягається на північний захід до старого сільського кладовища. Вулиця неширока та неасфальтована, забудована приватними будинками по правому боці. Ліва сторона вулиці виходить до лісового масиву. До 2016 року вулиця називалась на честь Трохима Нестеренка, першого голови Черкаської ради робітничих депутатів, а з 22 лютого в процесі декомунізації вулиця була перейменована на честь лісників. | Розпорядженням міського голови від 22.02.2016 № 29-р |
| Вулиця Лісова            | Поднєвича     | |                                                      |
| Вулиця Лісова (Дахнівка) |               | |                                                      |
| Вулиця Лісова Просіка    |               | |                                                      |
| Вулиця Лук'янова         |               | |                                                      |
| Вулиця Луценка           |               | |                                                      |

## М
| Сучасна назва                   | Колишні назви                                              | Примітки | Посилання на акт                                                |
| ------------------------------- | ---------------------------------------------------------- | --- | --------------------------------------------------------------- |
| Вулиця Максима Залізняка        | Садова, Громова                                            | | Розпорядження обласної державної адміністрації 28.04.2016 № 195 |
| Вулиця Максима Кривоноса        | Мостова                                                    | |                                                                 |
| Вулиця Мальовнича               | Гагаріна, Володарського                                    | Названо за пропозицією жителів Дахнівки                                                                                             | Розпорядженням міського голови від 22.02.2016 № 29-р            |
| Вулиця Марії Заньковецької      | Гризодубової                                               | | Рішення Черкаської міської ради від 22.12.2022 №34-44           |
| Вулиця Мечникова                | Толстого                                                   | |                                                                 |
| Вулиця Миколи Леонтовича        | вулиця №22                                                 | |                                                                 |
| Вулиця Миколи Міхновського      | вулиця №15                                                 | |                                                                 |
| Вулиця Миколи Негоди            | Паркова, Тищенка                                           | | Розпорядженням міського голови від 22.02.2016 № 29-р            |
| Вулиця Митницька                | Соколовська, Святославська, Радянська, Сталіна, Піонерська | | Рішення Черкаської міської ради від 14.01.2016 № 2-99           |
| Вулиця Митрополита Липківського | Тургенєва                                                  | | Рішення Черкаської міської ради від 22.12.2022 №34-43           |
| Вулиця Михайла Брайчевського    | Некрасова                                                  | | Рішення Черкаської міської ради від 22.12.2022 №34-36           |
| Вулиця Михайла Грушевського     | Білозірська, Міхновського, Котовського                     | | Розпорядженням міського голови від 27.01.2016 №10-р             |
| Вулиця Михайла Максимовича      | Щорса                                                      | | Розпорядженням міського голови від 22.02.2016 №29-р             |
| Вулиця Михайла Старицького      |                                                            | |                                                                 |
| Вулиця Михайла Чабаненка        | вулиця №12                                                 | |                                                                 |
| Вулиця Містобудівна             | вулиця №19                                                 | Від вулиці Віталія Вергая до вул. Академіка Корольова, паралельно вул. Генерала Путейка та проєктного продовження вул. Олени Теліги | Рішення Черкаської міської ради від 09.06.2022 №25-11           |
| Вулиця Молоткова                |                                                            | |                                                                 |
| Вулиця Мошногірська             | Волкова, Черепіна                                          | | Розпорядженням міського голови від 22.02.2016 № 29-р            |

## Н
| Сучасна назва            | Колишні назви     | Примітки | Посилання на акт                                        |
| ------------------------ | ----------------- | --- | ------------------------------------------------------- |
| Вулиця Набережна         |                   | |                                                         |
| Вулиця Надпільна         | Ільїна            | Назва вказує на те, що на початок ХХ ст. вулиця була межею міста, своєрідним підсумком його розвитку в доіндустріальний період. | Розпорядження міського голови від 22.02.2016 № 29-р     |
| Вулиця Нарбутівська      | Петровського      | | Розпорядження міського голови від 22.02.2016 № 29-р     |
| Вулиця Небесної Сотні    | Леніна (частково) | Від початку до вул. Надпільна                                                                                                   | Рішення Черкаської міської ради від 21.07.2015 № 2-1376 |
| Вулиця Нечуя-Левицького  | Шкільна           | |                                                         |
| Вулиця Нижня Горова      | Калініна          | | Розпорядження міського голови від 22.02.2016 № 29-р     |
| Вулиця Новопречистенська | Сєдова            | | Рішення Черкаської міської ради від 14.01.2016 № 2-99   |

## О
| Сучасна назва                | Колишні назви              | Примітки                                                                                | Посилання на акт                                        |
| ---------------------------- | -------------------------- | --------------------------------------------------------------------------------------- | ------------------------------------------------------- |
| Вулиця Оборонна              |                            |                                                                                         |                                                         |
| Вулиця Одеська               |                            |                                                                                         |                                                         |
| Вулиця Олександра Кониського | Нова                       |                                                                                         |                                                         |
| Вулиця Олександра Кошиця     | Бородіна                   |                                                                                         | Рішення Черкаської міської ради від 22.12.2022 №34-40   |
| Вулиця Олександра Маламужа   | Олександра Невського       |                                                                                         | Рішення Черкаської міської ради від 14.02.2018 № 2-2912 |
| Вулиця Олександра Шаповала   | вулиця № 26                | Від проспекту Перемоги (в бік аеропорту) між ЖК «Новий Парковий» та ОСББ «Перемога – 2» | Рішення Черкаської міської ради від 09.06.2022 №25-16   |
| Вулиця Олексія Панченка      | Ярослава Галана (частково) | Від початку і до вулиці Михайла Старицького                                             | Розпорядження міського голови від 22.02.2016 № 29-р     |
| Вулиця Олени Теліги          | Конєва                     |                                                                                         | Розпорядження міського голови від 22.02.2016 №30-р      |
| Вулиця Ольги Чемерис         | Івана Ле                   |                                                                                         | Рішення Черкаської міської ради від 22.12.2022 № 34-46  |
| Вулиця Онопрієнка            |                            |                                                                                         |                                                         |
| Вулиця Остафія Дашковича     | Карла Маркса               |                                                                                         |                                                         |

## П
| Сучасна назва                  | Колишні назви              | Примітки                                                                                                 | Посилання на акт                                                |
| ------------------------------ | -------------------------- | --- | --------------------------------------------------------------- |
| Вулиця Павла Полуботка         | вулиця №13                 | |                                                                 |
| Вулиця Павла Поповича          | Космонавтів                | | Рішення Черкаської міської ради від 22.12.2022 №34-39           |
| Вулиця Павла Скоропадського    | вулиця №17                 | |                                                                 |
| Вулиця Павла Тичини            |                            | |                                                                 |
| Вулиця Пантелеймона Куліша     | Соснівська, Пальохи        | |                                                                 |
| Вулиця Пастерівська            |                            | |                                                                 |
| Вулиця Пахарів Хутір           | Ярослава Галана (частково) | Від вулиці Михайла Старицького і до закінчення                                                           | Розпорядження міського голови від 22.02.2016 № 29-р             |
| Вулиця Петра Дорошенка         | Пацаєва                    | | Рішення Черкаської міської ради від 22.12.2022 №34-42           |
| Вулиця Петра Прокоповича       | Ціолковського              | |                                                                 |
| Вулиця Пилипа Орлика           | вулиця №27                 | |                                                                 |
| Вулиця Підгірна                |                            | |                                                                 |
| Вулиця Підполковника Сиротенка | вулиця №2                  | Між вулицями Гетьмана Сагайдачного до проектного продовження вулиці Антона Лупиноса                      | Рішення Черкаської міської ради від 09.06.2022 №25-14           |
| Вулиця Пластунівська           | Будьонного                 | | Розпорядженням міського голови від 22.02.2016 №29-р             |
| Вулиця Поднєвича               |                            | |                                                                 |
| Вулиця Подолинського           |                            | |                                                                 |
| Вулиця Поліська                |                            | |                                                                 |
| Вулиця Полтавська              |                            | |                                                                 |
| Вулиця Польова                 |                            | |                                                                 |
| Вулиця Попівка                 | Колгоспна                  | | Розпорядження обласної державної адміністрації 28.04.2016 № 195 |
| Вулиця Портова                 |                            | |                                                                 |
| Вулиця Праведниці Шулежко      | Пушкіна                    | | Рішення Черкаської міської ради від 22.12.2022 №34-45           |
| Вулиця Правика                 | провулок Радистів          | |                                                                 |
| Вулиця Прапорщиків             |                            | |                                                                 |
| Вулиця Праслов'янська          | Постишева                  | Проходить поряд з праслов’янським Василицьким городищем зарубинецької культури (ІІ ст. до н.е. – І н.е.) | Розпорядженням міського голови від 27.01.2016 № 29-р            |
| Вулиця Привокзальна            | Чекістів                   | | Розпорядженням міського голови від 27.01.2016 №10-р             |
| Вулиця Прикордонника Лазаренка | Ярославська                | | Рішення Черкаської міської ради від 14.02.2018 № 2-2912         |
| Вулиця Припортова              | Героїв Сталінграда         | | Розпорядження обласної державної адміністрації 18.05.2016 № 245 |
| Вулиця Промислова              |                            | |                                                                 |

## Р
| Сучасна назва          | Колишні назви            | Посилання на акт |
| ---------------------- | ------------------------ | ---------------- |
| Вулиця Раїси Кириченко | провулок Воровського     |                  |
| Вулиця Рєпіна          |                          |                  |
| Вулиця Різдвяна        | Лазо                     |                  |
| Вулиця Розкопна        |                          |                  |
| Вулиця Романа Шухевича | 2-го Українського фронту |                  |
| Вулиця Руставі         |                          |                  |

## С
| Сучасна назва                         | Колишні назви                             | Примітки                                                           | Посилання на акт                                                |
| ------------------------------------- | ----------------------------------------- | ------------------------------------------------------------------ | --------------------------------------------------------------- |
| Вулиця Садова                         |                                           |                                                                    |                                                                 |
| Вулиця Самійла Кішки                  | Рози Люксембург (частина)                 |                                                                    | Розпорядження обласної державної адміністрації 28.04.2016 № 195 |
| Вулиця Санаторна                      | Полянська Просіка                         |                                                                    |                                                                 |
| Вулиця Свидівоцька                    | Михайла Ткалича                           |                                                                    | Розпорядженням міського голови від 22.02.2016 № 29-р            |
| Вулиця Свято-Макаріївська             | Леніна (частина)                          | Від вул. Надпільна до закінчення                                   | Рішення Черкаської міської ради від 21.07.2015 № 2-1376         |
| Вулиця Святителя-хірурга Луки         | Менделєєва                                |                                                                    | Рішення Черкаської міської ради від 22.12.2022 №34-36           |
| Вулиця Святослава Хороброго           | Гвардійська                               |                                                                    | Рішення Черкаської міської ради від 22.12.2022 №34-44           |
| Вулиця Святотроїцька                  | Кірова                                    | На цій вулиціка знаходиться федральний Святотроїцький собор        | Розпорядженням міського голови від 22.02.2016 № 29-р            |
| Вулиця Семюеля Крамера                | вулиця №30                                |                                                                    |                                                                 |
| Вулиця Сергія Амброса                 | Орджонікідзе                              |                                                                    | Розпорядженням міського голови від 27.01.2016 №10-р             |
| Вулиця Сергія Юрчика                  | Тараскова                                 |                                                                    |                                                                 |
| Вулиця Сержанта Волкова               | Шкільна                                   |                                                                    |                                                                 |
| Вулиця Сержанта Жужоми                |                                           |                                                                    |                                                                 |
| Вулиця Симиренківська                 | Рябоконя                                  |                                                                    | Розпорядженням міського голови від 22.02.2016 № 29-р            |
| Вулиця Симона Петлюри                 | Василини                                  |                                                                    | Рішення Черкаської міської ради від 22.12.2022 № 34-38          |
| Вулиця Симоненка                      | Театральна                                |                                                                    |                                                                 |
| Вулиця Сінна                          | Добровольського                           |                                                                    | Рішення Черкаської міської ради від 22.12.2022 №34-41           |
| Вулиця Слави                          | провулок Слави                            |                                                                    |                                                                 |
| Вулиця Смаглія                        |                                           |                                                                    |                                                                 |
| Вулиця Смілянська                     | Комсомольська                             |                                                                    |                                                                 |
| Вулиця Солом'янська                   | Толстого, Волкова, Гетьманська, Стаханова |                                                                    | Рішення Черкаської міської ради від 22.12.2022 №34-43           |
| Вулиця Сонячна                        |                                           |                                                                    |                                                                 |
| Вулиця Соснівська                     | Мініна-Пожарського                        | Проходить через центр Соснівки, одного з давніх мікрорайонів міста | Рішення Черкаської міської ради від 14.01.2016 № 2-99           |
| Вулиця Спиридона Кириченка            |                                           |                                                                    |                                                                 |
| Вулиця Старшини Бойка                 | провулок Стасова                          |                                                                    | Рішення Черкаської міської ради від 14.02.2018 № 2-2912         |
| Вулиця Старшого лейтенанта Битюцького | Новий провулок                            |                                                                    |                                                                 |
| Вулиця Старшого лейтенанта Маци       | Луговий провулок                          |                                                                    |                                                                 |
| Вулиця Степана Бандери                | Можайського                               |                                                                    | Рішення Черкаської міської ради від 22.12.2022 № 34-36          |
| Вулиця Степанківська                  |                                           | Нововиявлена вулиця біля аеропорту від вулиці Смілянська           |                                                                 |
| Вулиця Сумгаїтська                    |                                           |                                                                    |                                                                 |
| Вулиця Східна                         |                                           | Частково пролягає в селі Червона Слобода                           |                                                                 |

## Т
| Сучасна назва     | Колишні назви | Примітки | Посилання на акт                                       |
| ----------------- | ------------- | --- | ------------------------------------------------------ |
| Вулиця Танкістів  |               | |                                                        |
| Вулиця Татинецька | Чкалова       | продовжується як вулиця Михайла Вербицького в селі Слобода; Татинець – давньоруське місто, попередник Черкас, загинуло під час навали Батия (1239р.), розташовувалося навпроти броду Татинець (у ХХ ст. – Червонослобідський перекат) десь в районі силікатного заводу\|\| |                                                        |
| Вулиця Титарська  | Титова        | | Рішення Черкаської міської ради від 22.12.2022 № 34-43 |

## У - Ц
| Сучасна назва          | Колишні назви | Посилання на акт                                       |
| ---------------------- | ------------- | ------------------------------------------------------ |
| Вулиця Університетська | Воровського   |                                                        |
| Вулиця Филона Джалалія | Джаліля       | Рішення Черкаської міської ради від 22.22.2012 № 34-41 |
| Вулиця Хоменка         |               |                                                        |
| Вулиця Хрещатик        | Урицького     |                                                        |

## Ч
| Сучасна назва      | Колишні назви | Посилання на акт                                    |
| ------------------ | ------------- | --------------------------------------------------- |
| Вулиця Чехова      |               |                                                     |
| Вулиця Чигиринська | 60-річчя СРСР |                                                     |
| Вулиця Чиковані    | Промислова    |                                                     |
| Вулиця Чумацька    | Гречухи       | Розпорядження міського голови від 22.02.2016 № 29-р |

## Ю
| Сучасна назва                 | Колишні назви      | Посилання на акт                                                |
| ----------------------------- | ------------------ | --------------------------------------------------------------- |
| Вулиця Юрія Горліса-Горського | вулиця №3          |                                                                 |
| Вулиця Юрія Іллєнка           | Горького           | Розпорядження обласної державної адміністрації 28.04.2016 № 195 |
| Вулиця Юрія Тарасенка         | Нахімова           | Рішення Черкаської міської ради від 14.02.2018 № 2-2912         |
| Вулиця Юрія Тютюнника         | Генерала Коротєєва | Рішення Черкаської міської ради від 22.12.2022 №34-44           |

## Я
| Сучасна назва           | Колишні назви  | Посилання на акт                                        |
| ----------------------- | -------------- | ------------------------------------------------------- |
| Вулиця Яблунева         |                |                                                         |
| Вулиця Якубовського     |                |                                                         |
| Вулиця Ярмаркова        | Маршала Жукова | Розпорядження міського голови від 22.02.2016 № 29-р     |
| Вулиця Ярослава Мудрого | Коцюбинського  |                                                         |
| Вулиця Ярослава Чалого  | Грибоєдова     | Рішення Черкаської міської ради від 14.02.2018 № 2-2912 |

## Провулки Черкас
- Провулок I Одеський
- Провулок II Одеський
- Провулок Авіаційний
- Провулок Амет-Хана Султана (Комунальний)[7]
- Провулок Анатолія Пашкевича (XX Партз'їзду)[3]
- Провулок Андрія Химка (Пролетарський)[4]
- Провулок Андрія Яковліва (Водоп'янова)[10]
- Провулок Архітектурний
- Провулок Богомольця (2-й Грибоєдова)
- Провулок Богуна (1-й Будьонного)
- Провулок Братів Цибульських (Богданівський)[7]
- Провулок Братів Яхненків (Жовтневий)[10]
- Провулок Будівельний
- Провулок Василя Доманицького (Енергетичний)[7]
- Провулок Василя Захарченка (Пушкіна)[14]
- Провулок Василя Кричевського (Радищева)[7]
- Провулок Вергунівський (1-й Цегельний)
- Провулок Весняний
- Провулок Виноградний (провулок №7)[8]
- Провулок Вишневий
- Провулок Віктора Клименка (Богдана Хмельницького)[14]
- Провулок Віктора Полонського (Гризодубової)[11]
- Провулок Вільяма Гесте (Зв'язківців)[7]
- Провулок Віри Борушевської (Пацаєва)[7]
- Провулок Водопарковий (Ватутіна)[17]
- Провулок Гайдамацький
- Провулок Галини Дидик (Панфіловців)[7]
- Провулок Гарбузовий (провулок №11)[8]
- Провулок Горовий (Фрунзе)[10]
- Провулок Григорія Лапченка (Рєпіна)[7]
- Провулок Грузевича
- Провулок Діани Петриненко (Матросова)[14]
- Провулок Дмитра Бочкова (Мічуріна)[7]
- Провулок Дмитра Гуні (І-й Комсомольський)[3]
- Провулок Дніпровський
- Провулок Дружби
- Провулок Ежена Деслава (Першотравневий)[7]
- Провулок Житлокоопівський
- Провулок Заводський
- Провулок Залізничний
- Провулок Західний
- Провулок Звенигородський
- Провулок Зелений (Пархоменка)[10]
- Провулок Змагайлівський (2-й Цегельний)
- Провулок Івана Гроссе (Тимірязева)[7]
- Провулок Івана Гука[10] (3-й Будьонного, Семашка)
- Провулок Івана Їжакевича (Хімічний)[7]
- Провулок Івана Піддубного (Кривий)
- Провулок Івана Полтавця-Остряниці (Філатова)[9]
- Провулок Івана Сірка (Крилова)[7]
- Провулок Івана Фізера (Маяковського)[14]
- Провулок Івася Коновченка (Павлова)[7]
- Провулок Капітана Лифаря (Чапаєва)[11]
- Провулок Кармелюка
- Провулок Катерини Білокур (Суворова)[15]
- Провулок Каштановий
- Провулок Керамічний
- Провулок Кирила Стеценка (Жуковського)[7]
- Провулок Клименківський (Лисенка, Енгельса)
- Провулок Княгині Ольги (Можайського)[7]
- Провулок Князів Острозьких (Гвардійський)[7]
- Провулок Князя Ігоря (Серафимовича)[15]
- Провулок Козака Мамая (Сєдова)[15]
- Провулок Короткий
- Провулок Корсунський (Степана Разіна)[15]
- Провулок Крайній (1-й Крайній)
- Провулок Краснодонський (Хижняківський)
- Провулок Кривий
- Провулок Кропивницького (4-й Грибоєдова)
- Провулок Кузьми Скрябіна[5] (Халтуріна)
- Провулок Курортний
- Провулок Лавріна Капусти (Кутузова)[7]
- Провулок Леоніда Каденюка (Космонавтів)[14]
- Провулок Лілії Лобанової (Бородіна)[19]
- Провулок Луговий
- Провулок Людмили Старицької-Черняхівської (Віктора Бабанського)[7]
- Провулок Майора Зайцева (Фурманова)[11]
- Провулок Макара Кушніра (Паризької Комуни)[4]
- Провулок Макара Мухи (Макарова)[14]
- Провулок Малиновий
- Провулок Марії Мартинюк (Софії Ковалевської)[15]
- Провулок Марії Приймаченко (Раскової)[14]
- Провулок Марусі Чурай (8 Березня)[8]
- Провулок Медичний (Боженка)[3]
- Провулок Медовий
- Провулок Миколи Біляшівського (Балакірева)[7]
- Провулок Миколи Калашника[11] (Кулішовий, Рози Люксембург)
- Провулок Мирний
- Провулок Мирослава Скорика (Попова)[14]
- Провулок Мистецький[20] (Гастелло)
- Провулок Михайла Білинського (Нахімова)[7]
- Провулок Михайла Драй-Хмари (Айвазовського)[9]
- Провулок Михайла Сироти (Радянський)[10]
- Провулок Михайла Слабошпицького (Ломоносова)[14]
- Провулок Михайла Ханенка[10] (Тюремний, Одеський, Крупської)
- Провулок Молдавський (Литвинів)
- Провулок Молодіжний (Зелений, Орджонікідзе, Заводський)
- Провулок Молодшого сержанта Каравайського[11] (Заводський, 1-й Орджонікідзе, Орджонікідзе)
- Провулок Монастирський (Некрасова)[8]
- Провулок Надії Попової (Пугачова)[14]
- Провулок Надії Суровцової (Пржевальського)[7]
- Провулок Наталі Лівицької-Холодної (Осипенка)[14]
- Провулок Наталії Ужвій (5-й Грибоєдова, Плеханова)[4]
- Провулок Окружний
- Провулок Олекси Влизька (Коцюбинського)[7]
- Провулок Олексія Баранникова (Артема)[3]
- Провулок Ольги Павловської (Дзержинського)[10]
- Провулок Отамана Деркача (Ліхачова)[10]
- Провулок Павла Бута (ІІ-й Комсомольський)[3]
- Провулок Павла Филиповича (Громова)[7]
- Провулок Памфіла Юркевича (Морозова)[4]
- Провулок Парковий
- Провулок Партизанський
- Провулок Перемоги
- Провулок Петра Болбочана (Ушакова)[9]
- Провулок Петра Гулака-Артемовського (Пастерівський)[7]
- Провулок Пирогова (4-й Будьонного)
- Провулок Південний
- Провулок Піщаний
- Провулок Поліграфічний (Леніна)
- Провулок Полковника Бурляя (ІІІ-й Комсомольський)[3]
- Провулок Половецький
- Провулок Полуничний (провулок №5)[8]
- Провулок Полянський
- Провулок Поштовий
- Провулок Профспілковий
- Провулок Ратниківський (Робітничий)[7]
- Провулок Рибальський
- Провулок Рильського
- Провулок Руслана Зайченка (Гайдара)[5]
- Провулок Ручай[10] (Старообрядський, Кооперативний, Кірова)
- Провулок Сарматський
- Провулок Свободи
- Провулок Северина Наливайка (Транспортний)[7]
- Провулок Семена Палія (Зелінського)[7]
- Провулок Сергія Проскурні (Гната Хоменка)[14]
- Провулок Сергія Фурсенка[14] (2-й Орджонікідзе, Фестивальний, Волкова)
- Провулок Сергія Шелухіна (1-й Садовий, Садовий)[8]
- Провулок Сестер Гоменюк (Лермонтова)[14]
- Провулок Сіверянський
- Провулок Січовий (Корнійчука)[10]
- Провулок Скіфський
- Провулок Сливовий (провулок №4)[8]
- Провулок Слобідський[10] (Радгоспівський, Чигиринський, Радгоспний)
- Провулок Спортивний
- Провулок Станіслава Губаря[14] (Зої Космодем'янської)
- Провулок Старий
- Провулок Старшого сержанта Кульбашного
- Провулок Степовий
- Провулок Суботівський
- Провулок Судовий (Зелений)
- Провулок Судноремонтний
- Провулок Східний
- Провулок Терновий (провулок №10)[8]
- Провулок Тихий
- Провулок Тінистий (провулок №9)[8]
- Провулок Тобілевичів (Тобілевича)
- Провулок Тодося Осьмачки (вулиця Вавинська, Піонерський)[4]
- Провулок Трояндовий[12]
- Провулок Тясминський[16] (Промисловий, 1-й Промисловий)
- Провулок Уманський (2-й Громова)
- Провулок Фадєєва
- Провулок Федора Вешняка (Сакко і Ванцетті)[4]
- Провулок Федора Матушевського (Смілянський)[15]
- Провулок Фруктовий
- Провулок Харківський (1-й Громова)
- Провулок Хижняківський (Герцена)[1]
- Провулок Хмільник (Олександра Невського)[7]
- Провулок Цегельний
- Провулок Цуперів (Дачний)[7]
- Провулок Чайковського
- Провулок Чалова (Північний)
- Провулок Черкаський
- Провулок Черняховського
- Провулок Чигиринський
- Провулок Чорний Яр (Макаренка)[7]
- Провулок Чорних Запорожців (Олега Кошевого)[7]
- Провулок Шовковичний (провулок №6)[8]
- Провулок Шота Руставелі (Грибоєдова)[7]
- Провулок Юрія Липи (Молоткова)[7]
- Провулок Ягідний (провулок №8)[8]
- Провулок Яська Воронченка (Нестерова)[7]
- Провулок Яцька Остряниці (IV-й Комсомольський)[3]

## Інші урбаноніми
| Сучасна назва              | Тип      | Колишні назви                   | Примітки | Посилання на акт                                       |
| -------------------------- | -------- | ------------------------------- | --- | ------------------------------------------------------ |
| Павла Собка                | алея     | імені генерала М. К. Путейка    | | Рішення Черкаської міської ради від 22.12.2022 №34-47  |
| Просвіти                   | алея     |                                 | Алея по вул. Хрещатик від вул. Унівеситетська до вул. Василя Стуса непарна сторона                                                                                            | Рішення Черкаської міської ради від 09.06.2022 №25-12  |
| Стрітенська                | алея     |                                 | Мікрорайон «Митниця», від вул. Героїв Дніпра до Храму Преподобного Амфілохія Почаївського                                                                                     |                                                        |
| Україно-вірменської дружби | алея     |                                 | |                                                        |
| Шевченка                   | бульвар  |                                 | |                                                        |
| Адамівський                | проїзд   | №1                              | |                                                        |
| Більківський               | проїзд   | №2                              | |                                                        |
| Богунський                 | проїзд   | №25                             | |                                                        |
| Богушківський              | проїзд   | №3                              | |                                                        |
| Бубнівський                | проїзд   | №4                              | |                                                        |
| Бужинський                 | проїзд   | №5                              | |                                                        |
| Васютинський               | проїзд   | №27                             | |                                                        |
| Вереміївський              | проїзд   | №26                             | |                                                        |
| Гущівський                 | проїзд   | №6                              | |                                                        |
| Домонтівський              | проїзд   | №28                             | |                                                        |
| Енергобудівельників        | проїзд   |                                 | |                                                        |
| Жовнинський                | проїзд   | №29                             | |                                                        |
| Залізьківський             | проїзд   | №7                              | |                                                        |
| Іркліївський               | проїзд   | №31                             | |                                                        |
| Калантаївський             | проїзд   | №8                              | |                                                        |
| Кизиверський               | проїзд   | №24                             | |                                                        |
| Кітлівський                | проїзд   | №9                              | |                                                        |
| Кожарський                 | проїзд   | №10                             | |                                                        |
| Ломоватський               | проїзд   | №11                             | |                                                        |
| Лящівський                 | проїзд   | №30                             | |                                                        |
| Митьківський               | проїзд   | №12                             | |                                                        |
| Мойсинський                | проїзд   | №13                             | |                                                        |
| Мудрівський                | проїзд   | №14                             | |                                                        |
| Налісенський               | проїзд   | №15                             | |                                                        |
| Новолипівський             | проїзд   | №16                             | |                                                        |
| Пеньківський               | проїзд   | №17                             | |                                                        |
| Пишицький                  | проїзд   | №18                             | |                                                        |
| Руськополянський           | проїзд   |                                 | |                                                        |
| Самовицький                | проїзд   | №19                             | |                                                        |
| Секавський                 | проїзд   | №20                             | |                                                        |
| Станційний                 | проїзд   |                                 | |                                                        |
| Талдицький                 | проїзд   | №21                             | |                                                        |
| Тарасівський               | проїзд   | №22                             | |                                                        |
| Шабельницький              | проїзд   | №23                             | |                                                        |
| Перемоги                   | проспект | вулиця 30-річчя Перемоги        | | Рішення Черкаської міської ради від 22.12.2022 №34-47  |
| Хіміків                    | проспект | вулиця ХХ Партз’їзду            | |                                                        |
| Білоцерківський            | узвіз    | Дзержинського                   | Старовинна назва відома у Черкасах в 1916-1923 рр. | Розпорядження міського голови від 22.02.2016 № 29-р    |
| Грецький                   | узвіз    | Котовського                     | Розташований поблизу Грецької гори, одного з відрогів берега Дніпра. | Розпорядження міського голови від 25.02.2016 № 33-р    |
| Дубіївський                | узвіз    | Пушкіна                         | | Рішення Черкаської міської ради від 22.12.2022 №34-45  |
| Єрмилівський               | узвіз    | Пастерівський                   | | Рішення Черкаської міської ради від 22.12.2022 №34-42  |
| Замковий                   | узвіз    | вулиця Куйбишева                | |                                                        |
| Затон                      | узвіз    | Дачний                          | |                                                        |
| Заячий                     | узвіз    | провулок Юнацький               | | Рішення Черкаської міської ради від 22.12.2022 №34-43  |
| Зарубинецький              | узвіз    | Івана Франка                    | | Рішення Черкаської міської ради від 22.12.2022 № 34-39 |
| Князів Коріятовичів        | узвіз    | Парковий                        | | Рішення Черкаської міської ради від 22.12.2022 №34-42  |
| Кузубівський               | узвіз    | провулок Бєлінського            | | Рішення Черкаської міської ради від 22.12.2022 №34-38  |
| Мисливський                | узвіз    |                                 | |                                                        |
| Остріжний                  | узвіз    | Клубний                         | Веде до колишнього Острогу, затопленої нижньої частини міста, розташованої навколо Черкаського Замку. Єдиний об’єкт, де можна увічнити цей історичний черкаський мікротопонім | Рішення Черкаської міської ради від 14.01.2016 № 2-99  |
| Пожежний                   | узвіз    |                                 | |                                                        |
| Старособорний              | узвіз    | вулиця Островського             | | Розпорядження міського голови від 22.02.2016 № 29-р    |
| Стрілецький                | узвіз    |                                 | |                                                        |
| Удода                      | узвіз    |                                 | |                                                        |
| 700-річчя Черкас           | площа    |                                 | На розі бульвару Шевченка та вулиці Сінною |                                                        |
| Богдана Хмельницького      | площа    |                                 | По бульвару Шевченка між вулицями Богдана Хмельницького та Митницькою |                                                        |
| Василя Симоненка           | площа    |                                 | На розі вулиць Хрещатик та Смілянської |                                                        |
| Ветеранська                | площа    | площа Воїнів-Інтернаціоналістів | На розі бульвару Шевченка та вулиці Святотроїцької |                                                        |
| Перемоги                   | площа    |                                 | На розі вулиці Смілянської та проспекту Перемоги |                                                        |
| Привокзальна               | площа    |                                 | На розі вулиць Вернигори та Володимира Ложешнікова |                                                        |
| Слави                      | площа    |                                 | На розі вулиць Хрещатик та Святотроїцької |                                                        |
| Соборна                    | площа    |                                 | По бульвару Шевченка між вулицями Байди Вишневецького та Костянтина Мірошниченка                                                                                              |                                                        |
| Тараса Шевченка            | площа    |                                 | На розі бульвару Шевченка та вулиці Остафія Дашковича |                                                        |

## Сквери
- сквер Брандмейстерський (сквер на розі вулиць Руставі та Прикордонника Лазаренка)[7]
- сквер Героїв Азову (Митницький)[9]
- сквер Героїв Прикордонників (сквер на площі 700-річчя)[7]
- сквер Героїв Черкас
- Сквер Захисників України[16] (ім. Сержанта Смірнова)
- сквер Набережний (сквер по вулиці Козацькій вздовж будинку № 5)[7]
- сквер Петра Дорошенка (сквер біля будинків № 20, 22, 24 по вулиці Петра Дорошенка)[7]
- сквер Припортовий (сквер на розі вулиць Юрія Іллєнка та Сергія Амброса)[7]
- сквер Шкільний (сквер по вулиці Героїв Майдану біля будинку № 8)[7]

## Садові товариства (дачні селища)
- Авангард, садівниче товариство
- Береговий, дачний кооператив
- Будівельник, садове товариство
- Веселка, садове товариство
- Динамівець, садове товариство
- Дружба, садово-городній кооператив
- Енергетик, товариство садоводів
- Залізобетон, садове товариство
- Зв’язківець, садове товариство
- Зелена зона, садове товариство
- Колос, садове товариство
- Комунальник, садівниче товариство
- Машинобудівник-82, садівниче товариство
- Меблевик, садівниче товариство
- Медик-25, дачний кооператив
- Механізатор, садівниче товариство
- Перемога, садове товариство
- Рафінадник, садово-городній кооператив
- Хімік, садове товариство
- Черкаський, садовий кооператив